# 富士市立富士中学校
富士市立富士中学校（ふじしりつふじちゅうがっこう）は、静岡県富士市にある公立中学校。
校地面積29,916m2（うち校舎面積7,687m2、屋体面積2,964m2）。
略称は「富士中」

## 目標
学校教育目標
- しなやかに 挑み続ける

　　～ 自ら学び、仲間とともに高め合う生徒 ～
重点目標
- 自分で考え 行動する

## 沿革
- 1947年 （昭和22年）- 4月1日 - 中学校設置認可申請
- 1947年 （昭和22年）- 5月3日 - 開校式挙行
- 1954年 （昭和29年）- 3月31日 - 田子浦村、岩松村合併に伴い富士市立富士中学校と変名
- 1957年 （昭和32年）- 10月13日 - 体育館兼講堂完成
- 1966年 （昭和41年）- 4月1日 - 特殊学級新設
- 1970年 （昭和45年）- 1月18日 - 給食室完成（同年2月12日より学校給食開始）
- 1990年 （平成2年）- 1月10日 - 北運動場完成
- 1997年 （平成9年）- 10月28日 - 新校舎落成式
- 1997年 （平成9年）- 11月14日 - 旧校舎取り壊し
- 2016年 （平成28年）- 4月1日 - 開校70周年
- 2019年 （令和元年）- 9月10日 - 普通教室エアコン設置完了

## 部活動
運動部
- サッカー部（男）
- 野球部（男）
- 陸上競技部（男・女）
- 水泳部（男・女）
- 卓球部（男・女）
- 剣道部（男・女）
- 柔道部（男・女）
- ソフトテニス部（男・女）
- バスケットボール部（男・女）
- バレーボール部（男・女）
- 体操競技部（女）（令和三年度に廃部）

文化部
- 吹奏楽部
- 美術部
- 手芸・茶華道部

## 進学元小学校
- 富士市立富士第一小学校[3]
- 富士市立富士中央小学校[3]

## 生徒数・学級数・職員数
| 生徒数                  | 学級数 | 職員数 |
| ----------------------- | ------ | ------ |
| 621人                   | 22(4)  | 50人   |
| ※カッコ内は特別支援学級 |        |        |

## 指定避難所
- 富士中島上、平垣北町、平垣八幡町、浦町（東）、松岡東